# Orla Jens Christian Hansen
Orla Jens Christian Hansen (27. april 1916 i Hellerup – 21. april 1945 i Hellerup) var en dansk maskinmester og modstandsmand.

## Biografi
Orla Jens Christian Hansen var søn af snedker Hans Christian Hansen og hustru Anna Marie Frederiksen.
Han tilhørte modstandsgruppen Holger Danske, under afsnit 3, P. 6.  Han tilknyttedes modstandsbevægelsen på Østerbro omkring oktober 1944, hvor han deltog i flere aktioner i den følgende tid.
Den 21. april 1945 døde han i ildkamp på C.V.E. Knuths Vej 9 i Hellerup, under Gestapos forsøg på at anholde ham. I følge modstandsdatabasen besatte fire Gestapofolk villaen hvor han boede og ventede på at han kom hjem.

## Efter hans død
Efter befrielsen blev hans jordiske rester i Ryvangen opgravet og ført til Retsmedicinsk Institut, og blev 29. august 1945 genbegravet i Mindelunden i Ryvangen, i det store gravfelt.
På Kildevældskolen, tidligere Vognmandsmarken Skole og Bryggervangen Skole, på Østerbro findes to mindetavler for tidligere elever som satte livet til under modstandskampen, Orla Jens Christian Hansen findes med på Bryggervangen tavlen..